# لاعب الألعاب
لاعب الالعاب هي رواية خيال علمي  للكاتب الإسكتلندي ايان بانكس، نُشرت عام 1988م. كانت ثاني ما نشر من روايات ثقافة. نسخة فيلم كان  مخطط لها من قبل باثي في تسعينات  ولكن تم هجرها.

## الحبكة
جيرناو مورات جورجيه، لاعب ماهر مشهور بألعاب الطاولة ومسابقات أخرى مماثلة، يعيش في Chiark Orbital ، وهو يشعر بالملل من حياته الناجحة. تستفسر الظروف الخاصة للثقافة  عن رغبته في المشاركة في رحلة طويلة ولكنها لن تشرح أكثر ما لم يوافق جورجيه على المشاركة. بينما كان يفكر في هذا العرض، أحد أصدقائه الكسالى، مورين سكيل الذي تم طرده من الظروف الخاصة بسبب شخصيته غير المستقرة، يقنعه بالغش في إحدى مبارياته في محاولة للفوز بطريقة مثالية غير مسبوقة. فشلت المحاولة، لكن مورين سكيل استخدم تسجيله للحدث لابتزاز جورجيه لقبول العرض، حتى يتمكن من استخدام اتصالاته مع الظروف الخاصة لطلب إعادة مورين سكيل إلى الظروف الخاصة أيضًا.
يقضي جورجيه العامين المقبلين في السفر إلى  إمبراطورية ازاد في سحابة ماجلان صغيرة، حيث يتم استخدام لعبة معقدة (تسمى أيضًا  ازاد) لتحديد المرتبة الاجتماعية والوضع السياسي. اللعبة نفسها دقيقة ومعقدة بما فيه الكفاية بحيث تعكس تكتيكات اللاعب وجهة نظره السياسية والفلسفية. بحلول الوقت الذي وصل فيه، كان قد استوعب اللعبة لكنه غير متأكد من كيفية مواجهته لخصوم كانوا يدرسونها طوال حياتهم.
يهبط جورجيه على كوكب Eä ، موطن الإمبراطورية، برفقة كسول اخر، فلير امساهو. كمواطن ثقافي، يلعب بشكل طبيعي بأسلوب يختلف اختلافًا ملحوظًا عن خصومه، وكثير منهم يضعون الاحتمالات ضده بطريقة أو بأخرى، مثل تكوين اتفاقيات خلف الكواليس  مع تقدمه خلال البطولة، يواجه سياسيين آزاد أقوياء بشكل متزايد، وفي النهاية الإمبراطور نفسه في الجولة الأخيرة. تقام المسابقات النهائية على اكروندال، كوكب النار، والتي تمر بنيران حريق طبيعي تغذيها النباتات المحلية التي تنتج كميات هائلة من الأكسجين. تم تحديد توقيت اللعبة النهائية لتنتهي عندما تبتلع ألسنة اللهب القلعة حيث يقام الحدث، وتجدد الإمبراطورية بالنار بشكل رمزي. ومع ذلك، في مواجهة الهزيمة، أمر الإمبراطور رجاله بقتل جميع المتفرجين ومحاولات قتل جورجيه. وبدلاً من ذلك، قُتل الإمبراطور برصاصة من سلاحه الخاص والتي انحرفت عن طريق فلير امساهو (الذي رفض لاحقًا إخبار جورجيه إذا كان ذلك من قبيل الصدفة). يكشف فلير امساهو أن مشاركة جورجيه كانت جزءًا من مؤامرة الثقافة للإطاحة بالإمبراطورية الفاسدة والوحشية من الداخل، وأنه، اللاعب، كان في الواقع بيدقًا في لعبة أكبر بكثير. قيل له كذلك أنه في أعقاب المباراة النهائية، انهارت إمبراطورية آزاد دون مزيد من التدخل من الثقافة. على الرغم من أن جورجيه لم يكتشف أبدًا الحقيقة كاملة، في الجمل الأخيرة من الرواية، تم الكشف عن الراوي على أنه فلير امساهو، الذي كان متنكراً في زي مورين سكيل للتلاعب بـ جورجيه للمشاركة في اللعبة.

## ازاد
آزاد هي لعبة تُلعب في إمبراطورية آزاد. في لغة الإمبراطورية الخيالية، تعني كلمة «آزاد» «آلة» أو «نظام»، ولكنها تنطبق على أي كيان معقد مثل الحيوانات أو النباتات أو الآلات الاصطناعية.
وصفت اللعبة بالتفصيل. ومع ذلك، فإن القواعد الفعلية لا تُمنح للقارئ أبدًا. إنها تكتيكية بشكل أساسي ويتم لعبها على لوحات ثلاثية الأبعاد بأشكال وأحجام مختلفة، على الرغم من أنه يمكن لعب الجولات السابقة حصريًا في البطاقات. عادةً ما تكون الألواح كبيرة بما يكفي للاعبين للتجول داخلها للتحرك أو التفاعل مع قطعهم. يختلف عدد اللاعبين من لعبة إلى أخرى ويؤثر أيضًا على التكتيكات، حيث يمكن للاعبين اختيار التعاون أو التنافس مع بعضهم البعض. بالإضافة إلى المهارة والتكتيكات، قد تؤثر الأحداث العشوائية على طريقة اللعب (غالبًا على شكل بطاقة أو ألعاب حظ أخرى)، وقد تغير أحيانًا النتيجة بشكل حاسم.

## عناصر اللعبة
تتكون اللعبة من عدد من الألعاب الصغيرة، مثل ألعاب الورق ومطابقة العناصر، والتي تسمح للاعبين ببناء قواهم لاستخدامها في اللوحات العملاقة الثلاثة للعبة (بالترتيب:  مجلس المنشأ و  مجلس التشكيل ووأخيراً مجلس الانخراط) وعدد من المجالس الثانوية.
تستخدم اللعبة مجموعة متنوعة من القطع لتمثيل وحدات اللاعب (العسكرية أو الموارد أو حتى المباني الفلسفية). بعض القطع عبارة عن تركيبات معدلة وراثيًا، والتي قد تتغير من شكلها أثناء اللعبة وفقًا لاستخدامها وبيئتها. تستجيب هذه الطريقة للتعامل مع اللاعب ويبدو من الصعب فهمها - أثناء تدريبه، يتم تشجيع جورجيه على النوم أثناء حمل بعض القطع الأكثر أهمية حتى يتمكن من فهمها بشكل أفضل أثناء اللعب.

## المغزى
في الإمبراطورية، اللعبة هي المحدد الرئيسي للمكانة الاجتماعية للفرد. تُلعب اللعبة في بطولة كل «عام عظيم» (كل ست سنوات ثقافية تقريبًا)، وتتألف في البداية من حوالي 12000 لاعب في السلسلة الرئيسية. من خلال الجولات المختلفة، يتم تقليصها جميعًا حتى المباراة النهائية، والتي يصبح المنتصر فيها إمبراطورًا. يمكن للاعبين الذين خرجوا من السلسلة الرئيسية المشاركة في المزيد من الألعاب لتحديد حياتهم المهنية. يهدف تعقيد اللعبة إلى تمثيل الواقع لدرجة أنه يمكن التعبير عن النظرة السياسية والفلسفية للاعب في اللعب (الفكرة هي أن الأيديولوجيات المنافسة يتم «اختبارها» أساسًا في اللعبة قبل أن يتمكن الفائزون من تطبيقها في الواقع).
كما يكتشف بطل الرواية، تجسد اللعبة التفضيلات الحالية للنخبة الاجتماعية، مما يعزز ويكرر الميول الجنسانية والطائفية الموجودة مسبقًا للإمبراطورية، ويكذب «الإنصاف» الذي يُنظر إليه عمومًا على أنه يتحكم في نتيجة البطولة وبالتالي شكل المجتمع الأزدي. في الرواية، يجد البطل في نهاية المطاف أن تكتيكاته (الناجحة) تعكس قيم حضارته الخاصة، الثقافة، على الرغم من أنه يدرك أيضًا أن فكره وسلوكه قد تأثر بشكل ملحوظ بالطريقة التي أُجبر بها على المنافسة.
في مقابلة خاصة مع الإمبراطور في الليلة قبل الأخيرة للبطولة، عندما واجهته العبثية الظاهرة باحتمالية أن المبتدئ الذي يتمتع بخبرة عامين فقط في اللعبة يمكن أن يهزم بشكل منهجي اللاعبين الذين كرست حياتهم كلها لإتقانها، يفهم بطل الرواية أن كفاءته هي مجرد انعكاس لتجربته مع الألعاب الإستراتيجية من جميع الأنواع. بالنظر إلى ذلك، كانت الثقافة تهدف طوال الوقت إلى استخدامه لتشويه سمعة نظام الأزدي من خلال الكذب علنًا على تمثيل اللعبة للواقع الاجتماعي.

## تقدير سبيس اكس
في عام 2015، تم تسمية سفينتين بدون طيار من طراز SpaceX مستقلتين - اقرأ التعليمات فقط وبالطبع ما زلت أحبك - على اسم السفن في الكتاب، كتقدير لبانكس بعد وفاته بواسطة إيلون ماسك.

## الاستقبال
مجلة مراجعات كيركس وصفته بأنه "يمكن التنبؤ به، بالتأكيد، وأقل إبداعًا من التفكير في فيلباس، ولكنه أكثر صلابة من الناحية الفنية: عمل متقن بشرف، وغالبًا ما يكون ممتعًا على الرغم من بعض الاجزاء البطيئة.